# Die Reise nach Sundevit (Film)
Die Reise nach Sundevit ist ein deutscher Kinderfilm der DEFA von Heiner Carow aus dem Jahr 1966. Er beruht auf dem gleichnamigen Kinderbuch von Benno Pludra, der auch am Drehbuch beteiligt war.

## Handlung
Der Junge Tim Tammer lebt mit seiner Familie im kleinen Dorf Möwenort. Sein Vater ist Leuchtturmwärter an der Ostsee. Vor allem während der Sommerferien ist Tim oft allein. Seine Freunde sind dann gebaute Sandfiguren, mit denen er Die Schatzinsel nachspielt. Eines Tages lernt Tim unweit des Leuchtturms eine Gruppe von Pionieren kennen, die am Strand ihre Zelte aufgeschlagen haben. Er freundet sich mit der Gruppe um die Jugendlichen Hermann und Addi an und ist betrübt, als die Gruppe nach wenigen Tagen weiterreisen will. Sie planen, nach Sundevit zu fahren und laden Tim ein, mitzukommen. Tims Eltern erlauben ihm die Fahrt, die am Mittag beginnen soll. Kurz zuvor will Tim trotz zeitlicher Bedenken seines Vaters seinem Freund, dem alten Heinrich Bradenkuhl, noch die im Leuchtturm vergessene Brille vorbeibringen. Bradenkuhl arbeitet im mehrere Kilometer entfernten Trempin und Tim eilt per Fahrrad ins Dorf. Er soll von dort wiederum einen Schlauch für die LPG mitnehmen und in einem an seinem Weg gelegenen Dorf abgeben. Im Dorf wiederum wird er von einer alten Frau gebeten, ihrem mit dem Mähdrescher arbeitenden Enkel Herbertchen einen Krug Tee aufs Feld zu bringen. Obwohl Tim meint, dass er keine Zeit hat, erfüllt er der Frau den Wunsch. Auf dem Feld wiederum ist beim Mähdrescher gerade der Schlauch kaputtgegangen, den Tim vorher zur LPG gebracht hat. Verzweifelt holt Tim auch noch den Schlauch und rast anschließend zurück in Richtung Leuchtturm. Er stürzt und das Vorderrad seines Fahrrads wird zerbeult. Der pessimistische Kutscher Brom nimmt Tim mit zum Leuchtturm und gibt Tim die Schuld an seiner Misere: Hilfe nütze nur etwas, wenn man selbst davon einen Vorteil habe. Bradenkuhl hätte auch an seine Brille denken und die alte Frau ihrem Enkel den Tee gleich früh mit aufs Feld geben können.
Als Tim am Leuchtturm ankommt, ist die Pioniergruppe verschwunden. Sie haben ihm einen Zettel dagelassen. Er solle nachkommen, steht darauf. Auch Tims Vater erzählt ihm, dass vor allem Addi und Hermann unbedingt wollten, dass Tim nachkommt. Sie wollen in Fährdorf auf ihn warten, bis die letzte Fähre kommt. Nach Fährdorf sind es jedoch 30 Kilometer und es ist bereits spät, sodass Tim nicht mehr aufbrechen soll. Nach Beratung mit seinen Steinfreunden macht sich Tim dennoch auf den Weg und hinterlässt seinen Eltern einen Zettel. Er trampt ein großes Stück nach Gresenhorst und will den letzten Weg nach Fährdorf am Strand zurücklegen, da dies der kürzeste Weg ist. Plötzlich stößt er auf eine Absperrung – die Grenze eines Truppenübungsplatzes der NVA. Entschlossen steigt Tim über den Stacheldrahtzaun und beginnt zu rennen. Plötzlich findet er sich mitten in einer militärischen Übung wieder. Soldaten greifen ihn auf und bringen ihn zurück zur Ortspolizei nach Gresenhorst. Tim ist verzweifelt, weil die letzte Fähre in 15 Minuten ablegen wird, doch der Abschnittsbevollmächtigte stellt ihn vor die Wahl: Zurück zum Leuchtturm oder in Gresenhorst übernachten und am nächsten Morgen weitersehen. Tim sieht sich zunächst in Gresenhorst um und hofft, vielleicht einen der Pioniere zu sehen. Stattdessen trifft er auf seinen Bekannten, den Jugendlichen Kalli, der in Gresenhorst zum Tanz ist, ein Motorrad besitzt und eigentlich mit einer jungen Frau flirten will. Er verspricht, Tim in einer halben Stunde mit dem Motorrad nach Fährdorf zu bringen, lässt Tim jedoch länger warten. Obwohl die letzte Fähre bereits abgefahren ist, bringt Kalli Tim schließlich nach Fährdorf und er übernachtet auf einem Schiffsbagger bei Arbeitern. Die telefonieren mit Tims Vater und benachrichtigen ihn vom Verbleib seines Sohnes. Sie haben auch erfahren, dass die Pioniere 15 Kilometer weiter ihre Zelte aufgeschlagen haben und nicht in Sundevit sind. Sie waren bereits am Vortag so weit gekommen und Tim glaubt, sie hätten nie auf ihn gewartet. Enttäuscht steht er am nächsten Morgen am Hafen, als plötzlich Hermann hinter ihm steht. Die Pioniere hatten das Glück, per Anhalter fahren zu können, und kamen so am Vortag weiter als geplant. Sie wollen erst am nächsten Tag nach Sundevit aufbrechen. Hermann hat mit Tims Vater telefoniert und der hat seine Einwilligung gegeben, dass Tim mit den Pionieren mitfahren darf, wenn Hermann ihn findet. Glücklich schließt sich Tim Hermann an.

## Produktion
Die Reise nach Sundevit beruht auf der gleichnamigen Erzählung von Benno Pludra aus dem Jahr 1965. Der Film wurde ab 1965 unter anderem an der Ostsee gedreht, so diente als Kulisse auch der Leuchtturm am Darßer Ort. Er erlebte am 20. Mai 1966 seine Premiere und lief im Oktober 1966 auf dem IFF in Mannheim. Erstaufführung des Films im Fernsehen der DDR war am 30. September 1967 auf DFF 1.
Das Szenenbild stammt von Georg Wratsch, die Kostüme schuf Wolfgang Friedrichs.

## Kritik
Die zeitgenössische Kritik lobte, dass die Fabel „kindgemäß und zeitgebunden gestaltet [wurde], mitreißend für die kleinen Zuschauer.“ Die Fabel sei zudem „schlicht und doch nicht ohne innere Spannung.“ Der Film sei künstlerisch gelungen und pädagogisch wertvoll, zumal er Kinder und Erwachsene berühre.
Hervorgehoben wurde die schauspielerische Leistung des Hauptdarstellers Ralf Strohbach, der aus Stralsund stammte. „Sobald ‚Tim‘ spielen kann – beim Lauf im Manövergelände beispielsweise –, wirken seine Wut, seine Angst, sein Traurigsein völlig echt.“ Andere Kritiker bekannten, dass sie „seit ‚Serjosha‘ […] kein so anziehendes, ausdrucksvolles Kindergesicht im Film“ gesehen hätten: „Von seinen Augen, seiner Mimik ist alles abzulesen“.
Für den film-dienst war Die Reise nach Sundevit ein „empfehlenswerter, in der Charakterzeichnung der Kinder sehr detaillierter Familienfilm, der unaufdringlich für gegenseitige Achtung und Hilfe plädiert.“ Andere Kritiker nannten den Film rückblickend „eine der gelungensten Adaptionen eines Kinderbuches“ in der DDR.

## Auszeichnungen
Der Film erhielt in der DDR das Prädikat „Besonders wertvoll“ und wurde auf dem Mannheimer Jugendfilmfest 1966 mit einer Urkunde ausgezeichnet.
Regisseur Heiner Carow, Kameramann Jürgen Brauer und Dramaturgin Gudrun Rammler wurden 1967 als Filmkollektiv für Die Reise nach Sundevit mit dem Heinrich-Greif-Preis I. Klasse ausgezeichnet.